# Agatocles de Pela
Agatocles (en griego: Ἀγαθοκλῆς,) fue un noble griego contemporáneo del rey Filipo II de Macedonia (reinó entre el 359 y el 336 a. C.).
Agatocles era un siervo originario de Cranón, Tesalia. Su padre pudo haber sido Alcímaco. Fue mediante halagos y cumplidos cómo Agatocles se hizo amigo íntimo de Filipo II, quien le elevó a un alto rango. Se concedió a Agatocles y a su familia la ciudadanía macedonia. Agatocles participó en los consejos de Filipo II y éste le envió a tratar con los Peraebos, haciéndose cargo de los asuntos en esa zona.
Existe la posibilidad de que Filipo II recompensara a Agatocles por sus servicios con terrenos en Pela. Agatocles se convirtió en el favorito de la corte argéada en Pela y su familia se asimiló a la sociedad y costumbres macedonias.
Agatocles se casó con una mujer griega no identificada, una tesaliana local, quizás una mujer llamada Arsinoe. Con su esposa tuvieron cuatro hijos:
- Alcímaco[5]
- Lisímaco,[5] uno de los Diádocos de Alejandro Magno[6]
- Autódico[5]
- Filipo[5]